# Torgelower Sportverein Greif
Il Torgelower Sportverein Greif è una società polisportiva tedesca con sede a Torgelow, nel Meclemburgo-Pomerania Anteriore. La società calcistica fa parte di un club sportivo che ha anche divisioni per altri sport come pallamano e tennis tavolo.

## Storia
Il club fu fondato nel 1919 con il nome di Grief Torgelow e dopo la seconda guerra mondiale riprese a giocare nella Germania Est con il nome di BSG Motor Torgelow nel campionato di terzo livello Birzirksliga Neubrandenburg. Negli anni '50 la squadra ottenne buone prestazioni finendo nella parte alta della classifica, mentre nei primi anni '60 le prestazioni furono più modeste con risultati di metà classifica. Nel 1963 la squadra fu rinominata Nord Max Matern Torgelow, nome che mantenne fino alla riunificazione tedesca.
Nel 1971 ottenne la promozione alla seconda divisione del Campionato di calcio della Germania Est, la DDR-Liga, trascorse la maggior parte del decennio tra i campionati di secondo e terzo livello, nel 1984 sfiorarono la promozione perdendo uno spareggio.
La squadra ha abbandonato il nome Torgelow Nord con la riunificazione tedesca, riprendendo lo storico nome Torgelower SV Greif. Dopo la riunificazione dei campionati tedeschi il Torgelower giocò nei campionati inferiori fino ad ottenere la promozione in Verbandsliga Mecklenburg-Vorpommern (V) nel 1994. Il Torgelower rimase in Verbandsliga fino al 2003-04 quando venne promosso in NOFV-Oberliga Nord, dove milita tuttora.

## Stadio
Il Torgelower SV Greif gioca le sue partite casalinghe nello stadio Spartakusstadion. Lo stadio, costruito nel 1958, può contenere 10.000 persone.

## Il Torgelower nella cultura di massa
Gli eroi della DDR (Deutsche Demokratische Republik o Repubblica democratica tedesca, comunemente Germania Est) sono stati spesso celebrati associando il loro nome a club sportivi. Max Matern, il cui nome compariva nel nome della squadra fino alla riunificazione tedesca, era un comunista tedesco e anti-fascista che fu arrestato nel giugno del 1933 per il suo presunto coinvolgimento in un omicidio di due poliziotti avvenuto nel 1931 e fu giustiziato dai nazisti nel maggio 1935. Decenni più tardi, il 26 ottobre 1993, Erich Mielke ex capo della Stasi -Famigerata polizia di stato della Germania Est - è stato condannato per quegli omicidi.

## Palmarès

### Competizioni regionali
- Verbandsliga Mecklenburg-Vorpommern (V): 1

2004